# Амангельди Іманов
Іма́нов Амангельди́ (1873 — 18 травня 1919) — керівник національно-визвольного повстання в Казахстані 1916 і активний учасник боротьби за Радянську владу 1917—1919.

## Життєпис
Після Жовтневого перевороту організував загін червоних партизанів, допомагав створювати аульні Ради і очолив боротьбу проти «уряду» Алаш-орди.
З 1918 Амангельди Іманов — член Комуністичної партії, працював військовим комісаром Тургайського повіту. Під час антирадянського заколоту алашординців у Тургаї 1919 Амангельди Іманова було вбито.
Про Амангельди Іманова український радянський письменник О. Десняк написав повість «Тургайський сокіл».